# Interimanalys
En interimanalys är en statistisk analys som utförs inom ramen för en klinisk prövning innan den planerade datainsamlingstiden gått ut. En sådan preliminär analys har fördelen att man tidigt kan se om exempelvis ett läkemedel som studeras innebär en mycket större risk än förväntat, så att man i så fall kan avbryta prövningen i förtid.  En nackdel är att man måste justera de statistiska beräkningarna för att de ska bli rättvisande.

## Statistiska metoder för interimanalyser
Många kliniska studier utformas så att de kan avbrytas tidigt om en interimanalys visar stora skillnader mellan behandlade grupper. Utöver att spara tid och resurser kan en sådan utformning minska risken för att utsätta studiedeltagare för en undermålig behandling. När upprepade signifikanstester utförs på data som fortfarande håller på att samlas in måste man emellertid göra vissa justeringar i de normala rutiner för hypotesprövning för att bevara den övegripande signifikansnivån .